# Diathoneura nubeculosa
Diathoneura nubeculosa är en tvåvingeart som beskrevs av Oswald Duda 1925. Diathoneura nubeculosa ingår i släktet Diathoneura och familjen daggflugor.
Artens utbredningsområde är Costa Rica. Inga underarter finns listade i Catalogue of Life.